# Джон Доннеллі (веслувальник)
Джон Доннеллі (англ. John Donnelly, 19 березня 1905 — 19 серпня 1986) — канадський академічний веслувальник.
Бронзовий призер Олімпійських Ігор 1928 року в складі вісімки.